# Araf (film, 2012)
Pour les articles homonymes, voir Araf.
Pour plus de détails, voir Fiche technique et Distribution.
Araf est un film turc réalisé par Yeşim Ustaoğlu, sorti en 2012.

## Fiche technique
- Titre français : Araf
- Réalisation : Yeşim Ustaoğlu
- Scénario : Yeşim Ustaoğlu
- Pays d'origine : Turquie
- Format : Couleurs - 35 mm - Mono
- Genre : drame
- Durée : 124 minutes
- Date de sortie : 2012

## Distribution
- Neslihan Atagül Doğulu : Zehra
- Baris Hacihan : Olgun
- Özcan Deniz : Mahur
- Nihal Yalcin : Derya
- Yasemin Çonka : Meryem

## Distinction
- Festival international du film de Sofia 2013 : Meilleur réalisateur